# Kanton Vallauris-Antibes-Ouest
Der Kanton Vallauris-Antibes-Ouest war von 1973 bis 2015 ein französischer Wahlkreis im Arrondissement Grasse, im Département Alpes-Maritimes und in der Region Provence-Alpes-Côte d’Azur. Hauptort (frz.: chef-lieu) war Vallauris.

## Gemeinden
| Gemeinde  | Einwohner (Stand: 2012) | Code postal | Code Insee |
| --------- | ----------------------- | ----------- | ---------- |
| Antibes * | 18.581                  | 06000       | 06004      |
| Vallauris | 25.773                  | 06220       | 06155      |

* Teilbereich. Die angegebene Einwohnerzahl betrifft den zum Kanton gehörenden Teil der Stadt.